# 록산 뒤랑
록산 뒤랑(Roxane Durán, 1993년 1월 27일 ~ )은 프랑스, 오스트리아의 배우이다.

## 작품 목록
- 하얀 리본 - 안나 역
- 미라클 벨리에
- 파울라 - 클라라 베스트호프 역
- 버스데이(단편 영화)